# Нифея
Нифе́я (лат. Niphaea) — небольшой род многолетних корневищных наземных травянистых растений семейства Геснериевые (лат. Gesneriaceae). Некоторые виды выращивают как комнатные декоративные растения.

## Этимология названия
Название рода происходит от др.-греч. νιφάς, niphás — снег, и указывает на чисто-белую, без отметин, окраску цветка.

## Ботаническое описание

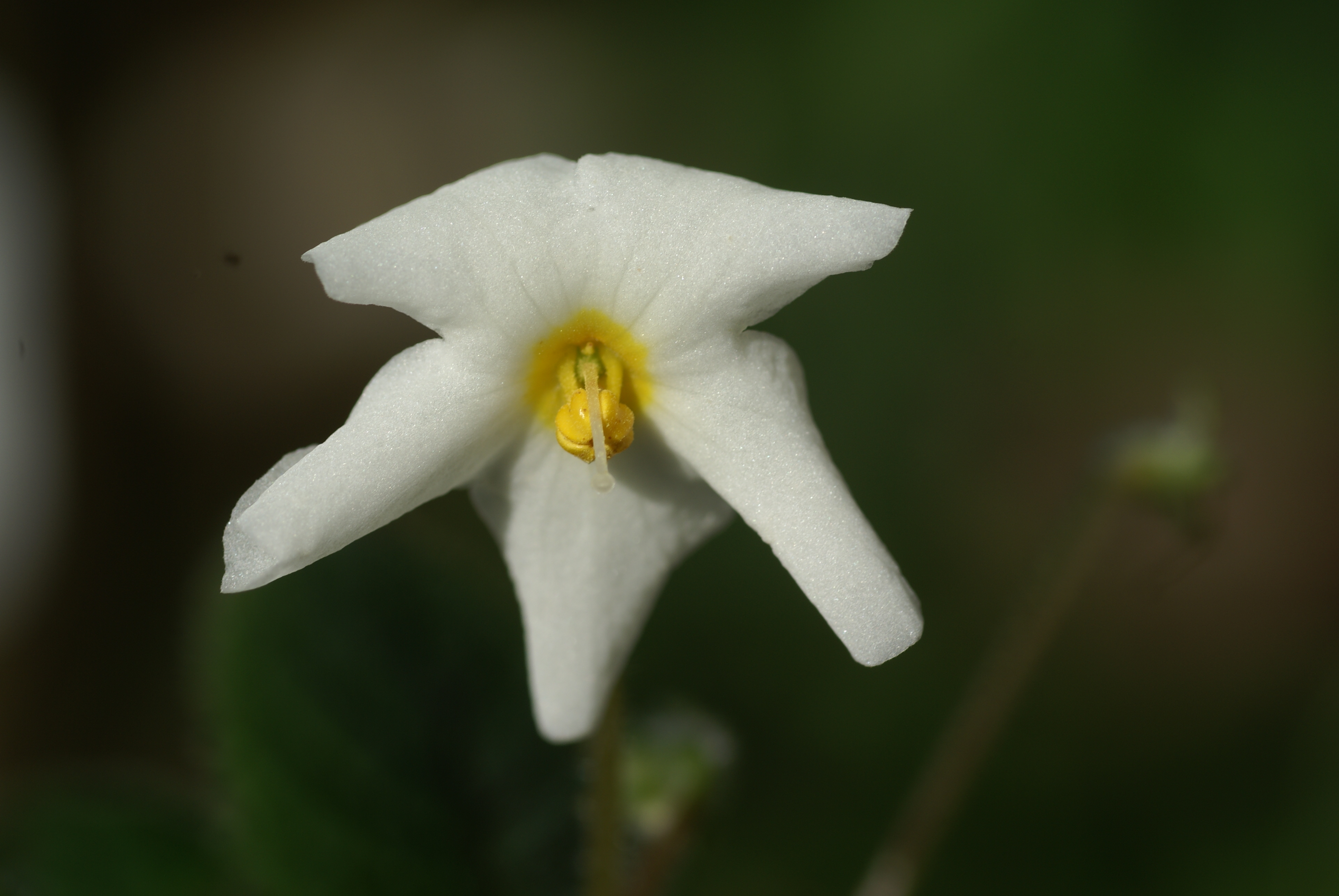
Цветок нифеи продолговатой крупным планом

Многолетние, с мясистым чешуйчатым корневищем, травянистые растения. Стебли короткие, прямостоячие, травянистые, цилиндрические. Листья супротивные, черешковые, яйцевидные или эллиптические, с пильчатым краем, мягкоопушённые; центральная и боковые жилки иногда бывают пурпурной окраски (но никогда — белой или серебристой).
Соцветия пазушные, цимозные, одно- или малоцветковые, завитки; цветки на цветоножках собраны в терминальное соцветие. Венчик колокольчатый, уплощённый, белый, 5-членный; тычинок 4, короткие, прямые, нити сросшиеся с основанием трубки венчика; пыльники жёлтые, свободные, теки продолговатые, параллельные, на вершине сливающиеся, открываются по продольным бороздкам. Нектарники отсутствуют. Завязь полунижняя, с изогнутым столбиком и рыльцем. Плод — сухая, клювоподобной формы коробочка, открывается локулицидно, не полностью; с жёсткими волосками на внутренних краях створок.

## Ареал и местообитание
Гватемала, Мексика. Обитает в горных лесах, во влажных затенённых местах.

## Хозяйственное значение и применение
Декоративно-лиственное и красивоцветущее растение для интерьера. В культуре обычно встречается вид нифея продолговатая (Niphaea oblonga).

### Агротехника
Посадка. Сажают в очень рыхлый, питательный водо- и воздухопроницаемый субстрат, например земляная смесь для сенполий с добавлением вермикулита, резаного сфагнума и известняковой крошки. На дне горшка обязательно устраивают дренаж из слоя керамзита или черепков.
Уход. Теплолюбивое растение, хорошо растёт на светлом, слегка затенённом месте. Следует оберегать от прямых солнечных лучей. Нуждается в повышенной влажности воздуха. Полив умеренный, регулярный, обязательно избегать застаивания воды в поддоне. Оптимальная температура 20—22°С. Регулярные подкормки в период роста: весной — 1 раз в 2 недели, летом — 1 раз в месяц жидким удобрением для цветущих растений, ½ дозы от рекомендованной на упаковке. С октября по февраль для нифеи наступает период покоя, полив надо уменьшить, что бы земля была едва влажной, держать при 16—17°С.
Пересадка. Пересаживают ежегодно в феврале в свежий земляной субстрат.
Размножение. Весной, при пересадке, делением корневищ, гораздо реже стеблевыми черенками, которые укореняют в комнатной тепличке. Регулярно проветривают.

## Виды
По информации базы данных The Plant List, род включает 3 вида:
- Niphaea mexicana C.V.Morton — Нифея мексиканская
- Niphaea oblonga Lindl. typus — Нифея продолговатая
- Niphaea pumila  Boggan & L.E.Skog